# Metilergometrina
Metilergometrina ou metilergonovina é um medicamento da classe das ergolinas e lisergamidas que, na obstetrícia, é usado como uterotónico. Além disso, também é usado no tratamento de enxaqueca. Em altas doses, foram relatados casos em que o fármaco foi capaz de produzir efeitos psicodélicos semelhantes aos da dietilamida do ácido lisérgico (LSD).
Está na Lista de Medicamentos Essenciais da Organização Mundial da Saúde.

## Usos médicos

### Uso obstétrico
Metilergometrina é um constritor que atua diretamente no músculo liso, sobretudo no útero. É amplamente utilizado para prevenir ou controlar hemorragia após aborto ou parto, para auxiliar na expulsão de produtos da concepção após um aborto retido (aborto em que todo ou parte do feto permanece no útero) e, ainda, é aplicado para facilitar a liberação da após o parto. Está disponível em forma de comprimidos, injetáveis (intramuscular ou intravenosa) ou em suspensão líquida para ser tomamdo por via oral.

### Enxaqueca
A metilergometrina também é usada na prevenção e no tratamento agudo da enxaqueca. Ela é um metabólito ativo da metisergida. No tratamento da cefaleia em salvas, a metilergometrina costuma ser iniciada na dose de 0,2 mg por dia, e aumentada para um máximo de dose de 0,4 mg administradas três vezes ao dia.

## Contraindicações
A metilergometrina é contraindicada em pacientes com hipertensão e pré-eclâmpsia. Também é contraindicado em pessoas soropositivas que estão em tratamento com inibidores da protease, a exemplo de delavirdina e efavirenz (que também é um agonista do receptor 5-HT2A e do receptor metabotrópico de glutamato 2 (mGlu2), de modo que o consumo em conjunto desses fármacos aumenta a probabilidade de ocorrerem alucinações e outros distúrbios dissociativos durante a terapia com metilergometrina.

## Efeitos colaterais
Os efeitos adversos incluem: 
- Náuseas, vômitos e diarreia
- Tontura
- Hipertensão pulmonar
- Vasoconstrição da artéria coronária
- Hipertensão sistêmica grave (especialmente em pacientes com pré-eclâmpsia )
- Convulsões

Em doses excessivas, a metilergometrina também pode causar cólicas, depressão respiratória e coma.

## Farmacologia

### Farmacodinâmica
A metilergometrina é um agonista parcial e antagonista dos receptores de serotonina, dopamina e receptores alfa. Sua ligação e padrão de ativação nesses receptores provoca forte contração sobre o músculo liso do útero através de sua interação com os receptores de serotonina 5-HT2A, enquanto os vasos sanguíneos são afetados em menor grau em comparação com outros alcaloides derivados do ergot. Também interage, em menor grau, com os receptores de serotonina  5-HT1A, 5-HT1B, 5-HT1E, 5-HT1F, 5-HT2A, 5-HT2B, 5-HT2C e 5-HT7.
A metilergometrina é um análogo sintético da ergometrina, um alcalóide psicodélico encontrado na cravagem do centeio e em várias espécies de glória-da-manhã. Metilergometrina é um composto da classe das ergolinas com ação química semelhante ao LSD e ergina. De acordo com Jonathan Ott, a metilergometrina produz efeitos psicodélicos semelhantes ao LSD em doses a partir de 2 mg. Isto pode ser atribuído por sua acção como agonista nos protômeros dos receptores  5-HT2A e mGlu2. Sua eficácia clínica ocorre em torno de 200 µg (0,2 mg), dose dez vezes menor que o limiar alucinógeno.
A metilergometrina é um agonista do receptor de serotonina  5-HT2B e tem sido associada à fibrose cardíaca.
| Local | Afinidade (Ki [nM]) | Eficácia (Emax [%]) | Ação                      |
| --- | ------------------- | ------------------- | ------------------------- |
| 5-HT 1A | 1,5–2,0             | ?                   | Agonista completo         |
| 5-HT1B | 251                 | ?                   | Agonista completo         |
| 5-HT1D | 0,86–2,9            | 70                  | Agonista parcial          |
| 5HT-1E | 89                  | ?                   | Agonista completo         |
| 5-HT1F | 31                  | ?                   | Agonista completo         |
| 5-HT2A | 0,35–1,1            | ?                   | Agonista completo         |
| 5-HT 2B | 0,46–2,2            | ?                   | Agonista total ou parcial |
| 5-HT2C | 4,6–43,7            | ?                   | Agonista completo         |
| 5-HT3 | ?                   | –                   | –                         |
| 5-HT5A | ?                   | ?                   | Antagonista               |
| 5-HT6 | ?                   | ?                   | Agonista completo         |
| 5-HT7 | 11–52               | ?                   | Agonista completo         |
| Notas: Todos os valores são exibidos com base em testes com humanos, exceto 5-HT1B (rato) e 5-HT7 (cobaia). |                     |                     |                           |

## Interações
A metilergometrina interage com medicamentos que inibem a enzima CYP3A4, como antifúngicos azólicos, antibióticos macrolídeos e antirretrovirais. Também pode elevar seu potencial de constrição dos vasos sanguíneos quando usada em conjunto a drogas simpaticomiméticas e outros alcaloides derivados do ergot.

## Química
A metilergometrina, também conhecida como ácido d-lisérgico 1-butanolamida, é um derivado da ergolina e lisergamida e está estruturalmente relacionada à ergometrina (ácido d-lisérgico β-propanolamida) e à dietilamida do ácido lisérgico (LSD).
 